# Pardo de León
El pardo de León es una raza autóctona española de gallinas originaria de León, en la Región Leonesa (C.A. de Castilla y León). Está incluida en el Catálogo Oficial de Razas de Ganado de España del Ministerio de Agricultura, Pesca y Alimentación, y catalogada como especie en peligro de extinción.
Se tienen referencias históricas de la raza ya en el siglo XVII, y se cree que tiene su origen en el primitivo gallo rojo de la jungla. Se distribuye geográficamente por las localidades de La Vecilla, Valdepielago, La Cándana, Campohermoso, Aviados y Ranedo y se utilizan principalmente para la producción de pluma, con la que se confeccionan señuelos, en concreto moscas para la pesca de la trucha.